# Rue Godefroid Devreese
Pour les articles homonymes, voir Godefroid et Devreese.
La rue Godefroid Devreese (en néerlandais : Godefroid Devreesestraat) est une rue bruxelloise de la commune de Schaerbeek qui commence place des Bienfaiteurs et qui se termine au carrefour de la rue des Pâquerettes et de la rue Fontaine d'Amour.
La rue porte le nom du sculpteur et médailleur belge Godefroid Devreese (1861-1941) qui habita Schaerbeek, boulevard Lambermont 134, rue Quinaux 7, rue des Ailes 71 et enfin avenue Huart Hamoir 27. La dénomination de la rue date de 1906, antérieurement elle s'appelait grande rue au Bois.

## Voies d'accès
- arrêt Bienfaiteurs du tram 25 (STIB)
- arrêt Bienfaiteurs du bus 65 (STIB)